# Яраш

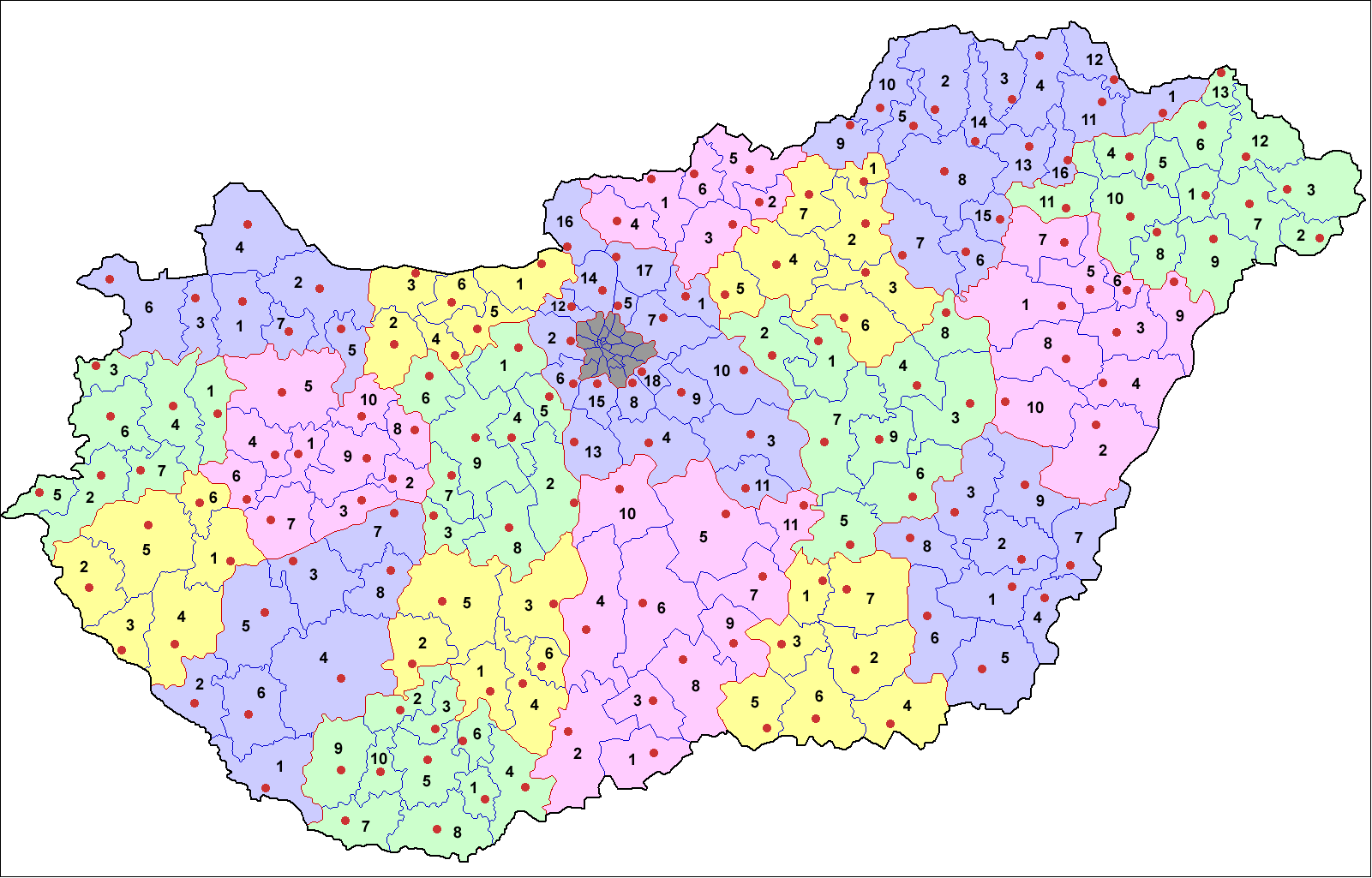
Яраши Венгрии в 2013 году.

Я́раш (венг. járás) — единица административно-территориального деления Венгрии.  В 2013 году яраши заменили предыдущие административно-территориальные единицы, называвшиеся «киштершегами» (kistérség).

## Место в административно-территориальной иерархии
В настоящее время Венгрия разделена на 7 регионов, которые разделены на 19 медье (и город, приравненный к медье — Будапешт), а медье — в общей сложности на 175 районов-ярашей (járás), районы — на общины (község).
Таким образом, яраш является первым уровнем LAU в территориально-административном делении «NUTS» Венгрии.

## Список ярашей
Полный список всех ярашей с указанием принадлежности к медье, численностью населения и районными центрами можно посмотреть в статье Список ярашей Венгрии.